# 아일랜드 수목평의회
아일랜드 수목평의회(Tree Council of Ireland)는 아일랜드의 비정부기구다. 1985년, 아일랜드의 나무의 돌돔과 보전에 관련된 조직들의 우산조직으로서 출범했다. 아일랜드의 수목 문화의 진흥을 도모한다.